# Raymond Lebrun (réalisateur)
 (janvier 2024).
Pour les articles homonymes, voir Raymond Lebrun (journaliste sportif) et Lebrun.
Raymond Lebrun, né le 12 janvier 1957 au Québec, est un auteur, illustrateur, réalisateur, storyboard artiste et scénariste. Il est le réalisateur principal de la série télévisée Toupie et Binou.

## Biographie
Après la bande dessinée, il découvre le monde du dessin animé en 1981 sur la production de Métal hurlant en effectuant la mise en couleur des décors. 
Il collabore à diverses productions et assure la réalisation de la série préscolaire Fennec très grand détective, produite conjointement avec la France en 1995.
En 2005, il fait la connaissance de Dominique Jolin, créatrice du duo Toupie et Binou. Il se joint à elle et devient le réalisateur et co-scénariste de la série Toupie et Binou,, diffusée chez Treehouse (en anglais) et chez Télé-Québec (en français).
En 2013, il crée avec Dominique Jolin, deux nouvelles séries animées pour enfants : YaYa et Zouk,, ainsi qu'Idées de Génie.
De 2016 à 2023, Dominique Jolin et Raymond Lebrun écrivent et réalisent un long métrage d’animation Toupie et Binou le film. Il est sorti en salle en août 2023.

## Livres (illustrations)
- Le roi Gédéon, texte de Pierrette Dubé, Raton Laveur, 1988
- Le roi Gédéon, texte de Pierrette Dubé, Bayard Jeunesse, 2008
- Le Grand Jour de Jean-Serge, texte de Carole Tremblay, Dominique et cie, 2011

## Livres (texte et illustrations avec Dominique Jolin)
- YaYa et Zouk – Cherche et Trouve dans le monde de YaYa, La Bagnole, 2015
- YaYa et Zouk – Cherche et Trouve dans le monde de Zouk, La Bagnole, 2015
- YaYa et Zouk – Le Cadeau, La Bagnole, 2016
- YaYa et Zouk – La Belle Histoire, La Bagnole, 2016

## Séries télé (concept et scénarisation)
- Toupie et Binou, saison I - 104x5 minutes (co-scénariste avec Dominique Jolin)
- Toupie et Binou, saison II - 6x22 minutes, 78x2 minutes (co-scénariste avec Dominique Jolin)
- YaYa et Zouk, saison I - 78x5 minutes (co-scénariste avec Dominique Jolin)
- Idées de Génie - Conception (co-scénariste avec Dominique Jolin)

## Séries télé (réalisation)
- Fennec, saison 1 – 26x11 minutes (réalisateur)
- Toupie et Binou, saison I - 104x5 minutes (co-réalisateur avec Marcos Dasilva)
- Toupie et Binou, saison II - 6x22 minutes, 78x2 minutes (réalisateur)
- YaYa et Zouk , saison I - 78x5 minutes (réalisateur)

## Long métrage
- Toupie et Binou le film - 80 minutes (co-scénariste et co-réalisateur avec Dominique Jolin)